# Cathédrale Notre-Dame-des-Sept-Douleurs de Suzhou
Pour les articles homonymes, voir Notre-Dame-des-Sept-Douleurs (homonymie).
La cathédrale Notre-Dame-des-Sept-Douleurs est située à Suzhou, dans la province du Jiangsu, en Chine.
Son emplacement est à l'ouest de la ville historique.
Elle a une façade inspirée par l'architecture chinoise, avec plusieurs niveaux horizontaux.
Après avoir été affecté par des inondations, le lieu de culte constitue un site culturel protégé de Suzhou depuis 1991.

## Galerie d'images

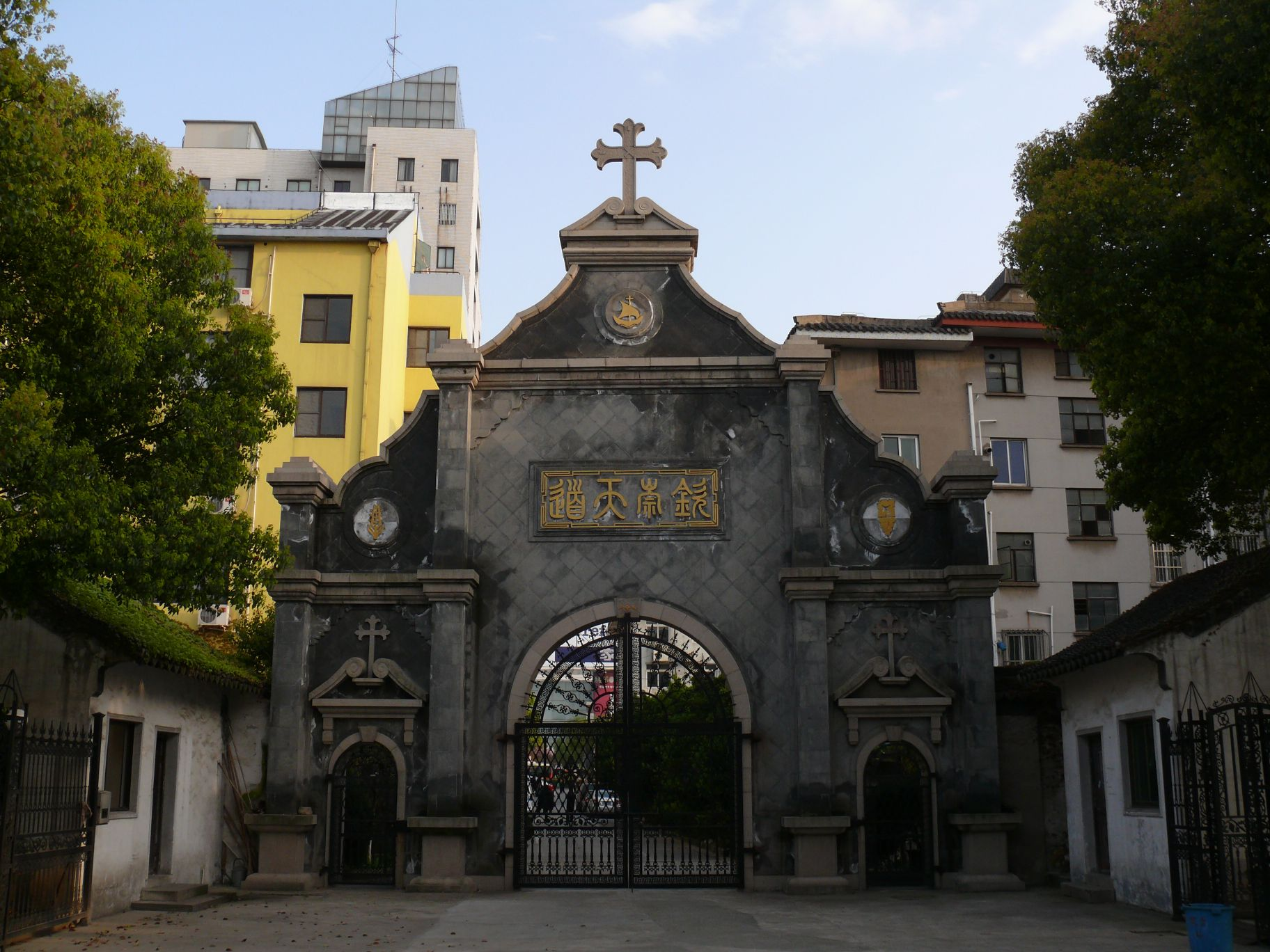
Portail d'entrée
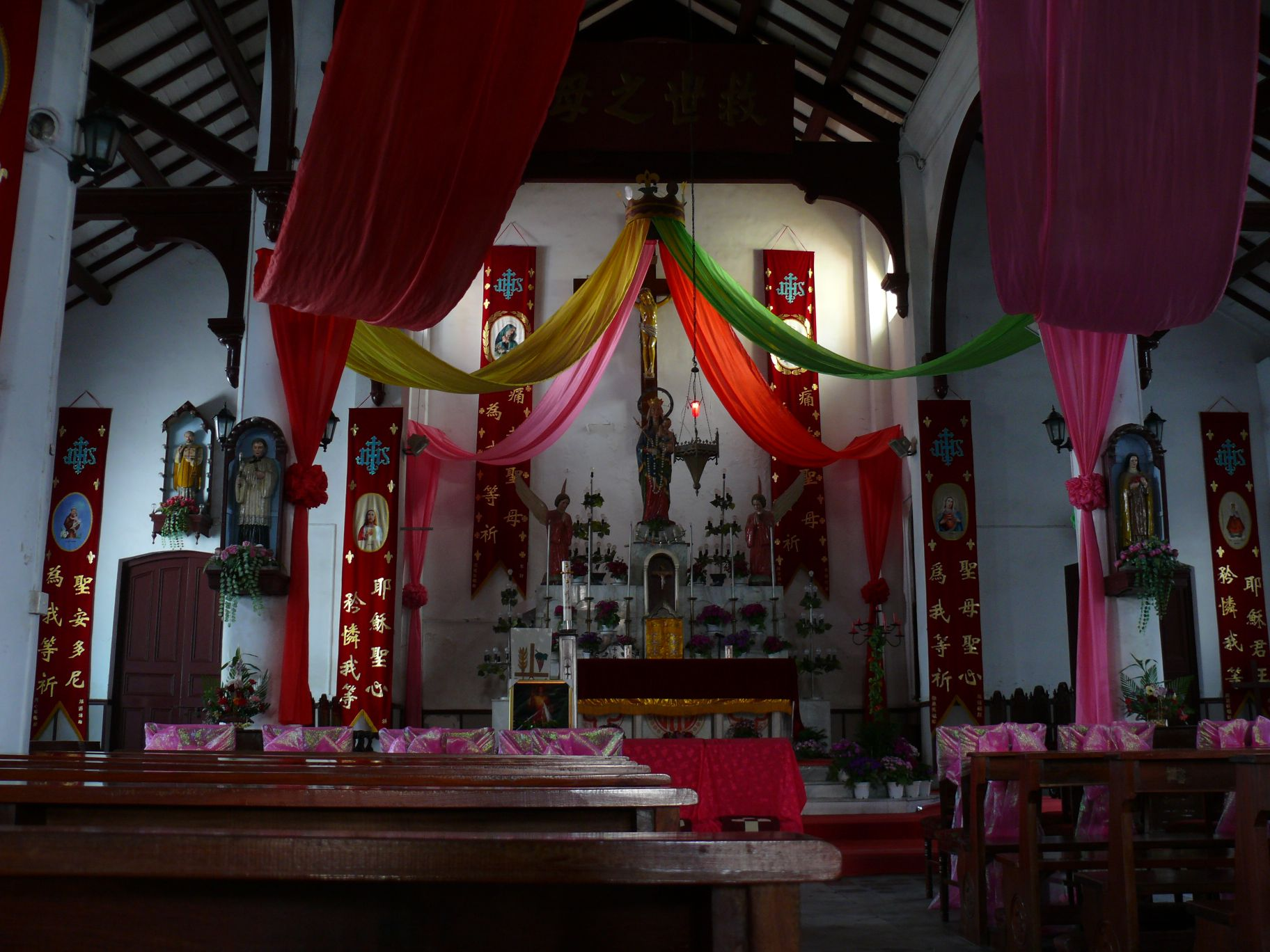
Intérieur
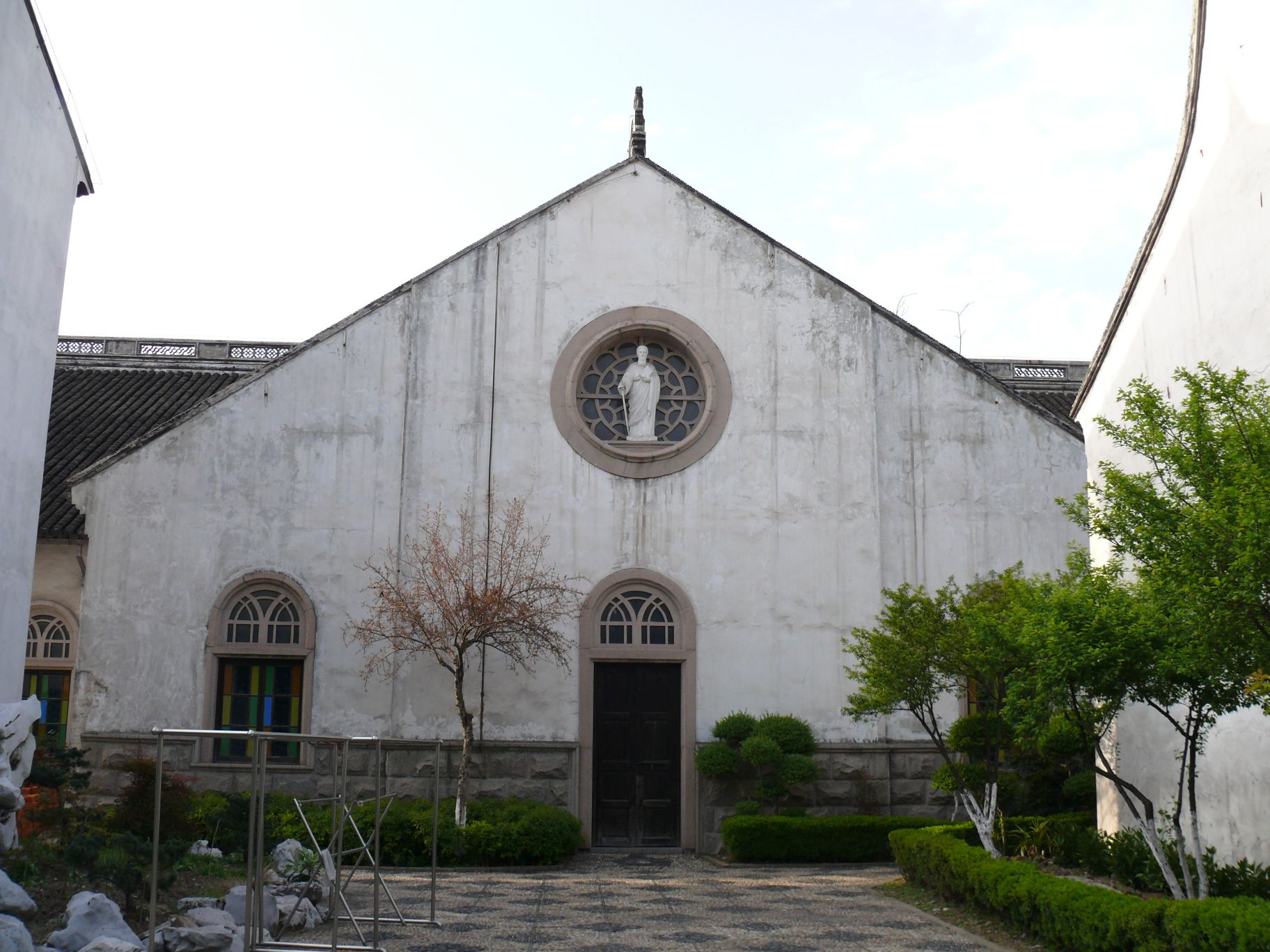
Façade sud
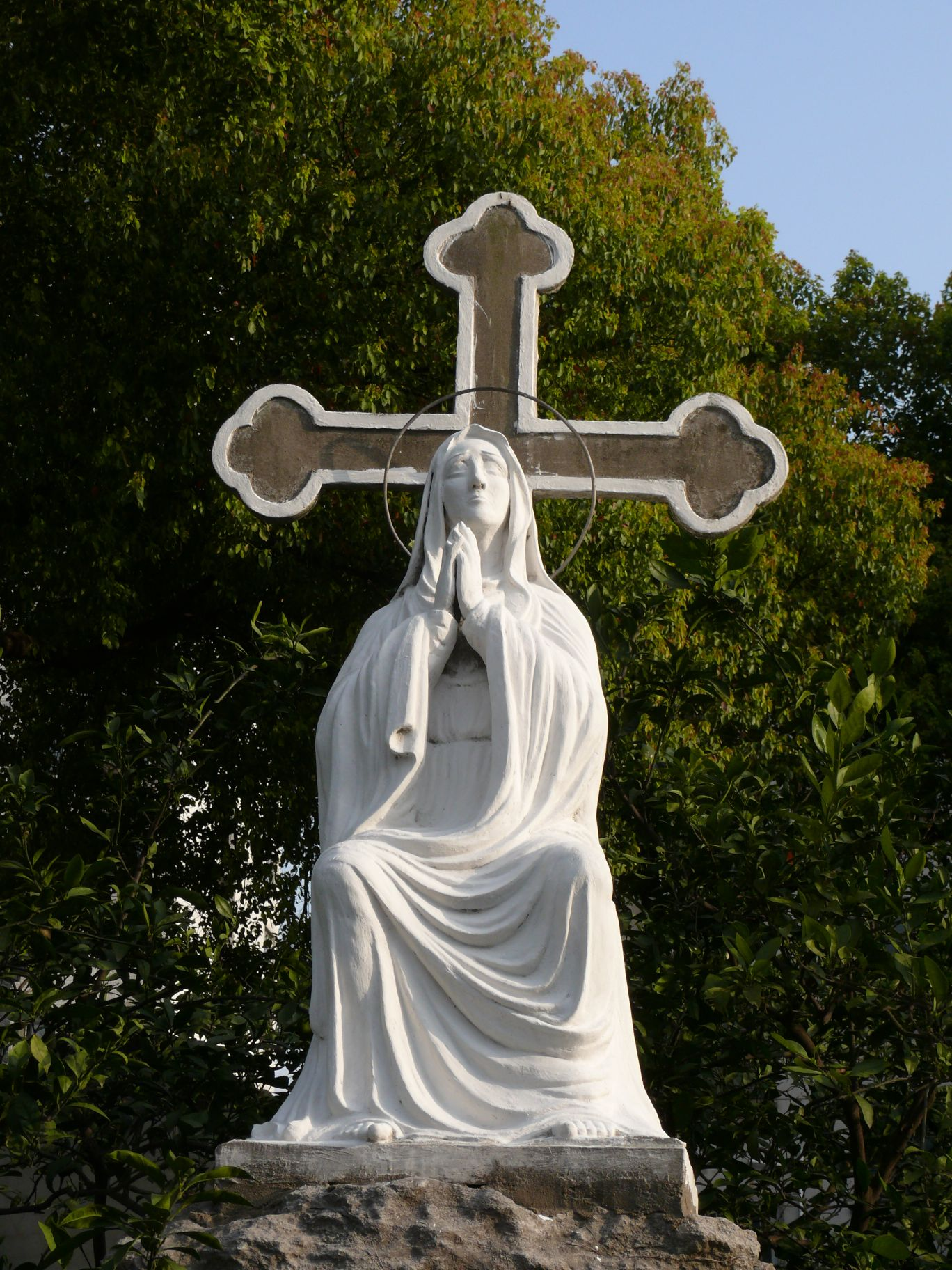
Statue de la Vierge